# Agresja & Depresja
Agresja & Depresja – drugi album studyjny polskiego rapera Kukona, który ukazał się 8 marca 2019 nakładem wytwórni płytowej Soul Records.
Album zadebiutował na 12. miejscu polskiej listy sprzedaży – OLiS. Płyta w sprzedaży fizycznej dostępna jest w wersji standardowej (1 CD) oraz wersji deluxe (1 CD).
Na albumie gościnnie wystąpili: Deys, Kizo, Kaz Bałagane oraz Sobota.

## Lista utworów
Opracowano na podstawie materiału źródłowego.
| Agresja & Depresja – Wersja standardowa | Agresja & Depresja – Wersja standardowa   | Agresja & Depresja – Wersja standardowa | Agresja & Depresja – Wersja standardowa | Agresja & Depresja – Wersja standardowa |
| Nr                                      | Tytuł utworu                              | Słowa                                   | Muzyka                                  | Długość                                 |
| --------------------------------------- | ----------------------------------------- | --------------------------------------- | --------------------------------------- | --------------------------------------- |
| 1.                                      | „Cześć Co Tam”                            | Jakub Konopka                           | Nine Seven                              | 3:02                                    |
| 2.                                      | „Za młody na grzech” (oraz Deys)          | Konopka • Dawid Czerwiak                | Deys • Doon                             | 3:39                                    |
| 3.                                      | „Ruletka” (oraz Kizo)                     | Konopka                                 | Newlight$ • K4M                         | 2:59                                    |
| 4.                                      | „Kocham Ćpunkę”                           | Konopka                                 | Astrowilk                               | 3:42                                    |
| 5.                                      | „Otwarty bagażnik”                        | Konopka                                 | Apriljoke                               | 3:26                                    |
| 6.                                      | „Dom Kultury”                             | Konopka                                 | Henryisdead                             | 4:03                                    |
| 7.                                      | „Nowe Ogrody”                             | Konopka                                 | Astrowilk                               | 3:38                                    |
| 8.                                      | „Krew to Pieniądze”                       | Konopka                                 | Michał Graczyk • Newlight$              | 3:30                                    |
| 9.                                      | „72 Dziewice”                             | Konopka                                 | Fyoomz                                  | 4:41                                    |
| 10.                                     | „Różowa Dama”                             | Konopka                                 | Adash                                   | 3:12                                    |
| 11.                                     | „Zabiłaś Mnie”                            | Konopka                                 | Apriljoke                               | 3:30                                    |
| 12.                                     | „Co Się Stało”                            | Konopka                                 | Doon                                    | 2:42                                    |
| 13.                                     | „Minuty to narkotyki” (oraz Kaz Bałagane) | Konopka • Jacek Świtalski               | Apriljoke                               | 2:23                                    |
| 14.                                     | „Bluza Piękny Syf”                        | Konopka                                 | Apriljoke • K4M                         | 3:02                                    |
| 15.                                     | „Teatrzyk” (oraz Sobota)                  | Konopka • Michał Sobolewski             | Newlight$ • K4M                         | 2:46                                    |
| 16.                                     | „Reżyser”                                 | Konopka                                 | Worek                                   | 2:57                                    |
|                                         |                                           |                                         |                                         | 53:12                                   |

## Notowania
| Kraj   | Lista         | Najwyższa pozycja |
| ------ | ------------- | ----------------- |
| Polska | OLiS – albumy | 12                |